# Daughter from Danang
Pour plus de détails, voir Fiche technique et Distribution.
Daughter from Danang est un film américain réalisé par Gail Dolgin, Vicente Franco, sorti en 2002.

## Synopsis
Une jeune femme qui vit aux États-Unis retrouve sa mère vietnamienne, 22 ans après avoir été séparée d'elle par la guerre du Viêt Nam.

## Fiche technique
- Titre : Daughter from Danang
- Réalisation : Gail Dolgin, Vicente Franco
- Musique : B. Quincy Griffin, Hector H. Perez et Van-Anh T. Vo
- Photographie : Vicente Franco
- Montage : Kim Roberts
- Production : Gail Dolgin
- Société de distribution : Balcony Releasing (États-Unis)
- Pays de production :  États-Unis
- Genre : Documentaire
- Durée : 83 minutes
- Date de sortie : 
  - États-Unis : 1er novembre 2002

## Distinctions
Le film a reçu le Grand prix du jury du Festival de Sundance dans la catégorie Documentaire américain en 2002 a été nommé à l'Oscar du meilleur film documentaire en 2003.